# (5905) Johnson
(5905) Johnson est un astéroïde de la ceinture principale, de la famille de Hungaria.

## Description
(5905) Johnson est un astéroïde de la ceinture principale, de la famille de Hungaria. Il présente une orbite caractérisée par un demi-grand axe de 1,91 UA, une excentricité de 0,07 et une inclinaison de 27,5° par rapport à l'écliptique.

## Compléments